# Гордеевская волость (Суражский уезд)
Горде́евская волость — административно-территориальная единица в составе Суражского (с 1921 — Клинцовского) уезда.
Административный центр — село Гордеевка.

## История
Волость образована в ходе реформы 1861 года.
В ходе укрупнения волостей, в 1920-е годы к Гордеевской волости были присоединены соседние Струговобудская и Уношевская волости.
В 1929 году, с введением районного деления, волость была упразднена, а на её территориальной основе сформирован Гордеевский район Клинцовского округа Западной области (ныне в составе Брянской области).

## Административное деление
В 1919 году в состав Гордеевской волости входили следующие сельсоветы: Белицкий, Великоборский, Воробьёвский, Ганновский, Гордеевский, Даниловский, Жовнецкий, Ивановский, Ипутский, Казаричский, Корецкий, Михайловский, Нежчанский, Нововасильевский, Паньковский, Поконянский, Поповский, Творишинский, Федоровский, Черноручейский, Чиховский.
По состоянию на 1 января 1928 года Гордеевская волость включала в себя следующие сельсоветы: Алисовский, Андреевский, Великоборский, Глинновский, Гордеевский, Даниловский, Жовнецкий, Заводо-Корецкий, Ивановский, Козаричский, Колыбельский, Кузнецкий, Нежчанский, Новоновицкий, Новосельский, Паньковичский, Поконьский, Поповский, Рудня-Воробьевский, Староновицкий, Старополонский, Струговский, Струговобудский, Творишинский, Уношевский, Федоровский 1-й и 2-й, Черноручейский, Ширяевский, Ямновский.